# Antoni Piędel
Antoni Piędel (ur. 20 marca 1902, zm. 24 stycznia 2008 w Runowie w pow. Wągrowieckim) – polski żołnierz, weteran wojny polsko-bolszewickiej 1920 r. i więzień syberyjskich łagrów, w momencie śmierci był prawdopodobnie ostatnim żyjącym żołnierzem armii gen. Józefa Hallera oraz najstarszym Wielkopolaninem.
W 20-leciu międzywojennym, mieszkał w Brzeźnie Nowym, a następnie w Długiej Goślinie, gdzie prowadził gospodarstwo. Podczas polskiej wojny obronnej września 1939 r. trafił do 8 pułku artylerii ciężkiej w Toruniu, skąd wysłano go na granicę z Prusami Wschodnimi. W Runowie Antoni Piędel mieszkał od początku lat 40. XX w., miał troje wnuków i sześcioro prawnuków. Był laureatem Nagrody Herbu Powiatu Wągrowieckiego przyznanej mu przez Zarząd Powiatu w dniu 19 marca 2007 r.